# Rusty Day

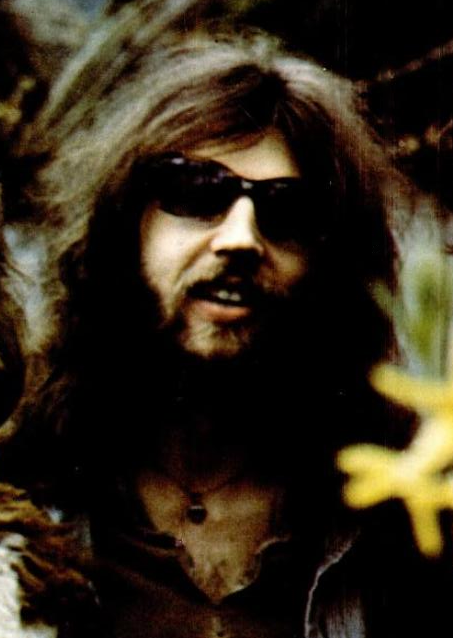
Rusty Day (1970)

Russell Edward „Rusty Day“ Davidson (* 29. Dezember 1945 in Garden City, Michigan; † 3. Juni 1982 in Longwood, Florida) war ein amerikanischer Rocksänger, vor allem bekannt als Mitglied der Bands Cactus und The Amboy Dukes.

## Biografie
Day kam 1969 zu Ted Nugents Amboy Dukes, nachdem diese ihren bisherigen Sänger gefeuert hatten. Day hatte gerade seine eigene Band „Rusty Day & The Midnighters“ verlassen. Mit den Amboy Dukes nahm er ein Album auf, Migration (1969). Dann warf Nugent ihn wegen Drogenkonsums aus der Band.
Cactus wurde 1970 von Tim Bogert (Bass) und Carmine Appice (Schlagzeug) gegründet. Rusty Day kam als Sänger, Jim McCarty als Gitarrist. Nach drei Alben wurde Day 1972 gefeuert.
Day ging zu der Band „Detroit“, einem Ableger von Mitch Ryders Begleitband „The Detroit Wheels“. 1976 gründete er in Florida, wo er jetzt lebte, eine neue Version von „Cactus“, die bis 1979 bestand.
Am 3. Juni 1982 wurde Rusty Day zusammen mit seinem Sohn, seinem Hund und Garth McRae bei einem Überfall erschossen. Der Fall blieb ungeklärt. Möglicherweise war ein Drogengeschäft außer Kontrolle geraten.